# Karlo Muhar
Karlo Muhar (n. 17 ianuarie 1996, Zagreb, Croația) este un fotbalist croat, care joacă pe post de mijlocaș la Al-Orobah F.C.⁠(d) în Prima Divizie Saudită.

## Carieră

### Lech Poznań
Pe 5 iunie 2019, a semnat un contract pe patru ani cu echipa poloneză Lech Poznań. El și-a făcut debutul la Lech pe 20 iulie 2019 într-un meci împotriva lui Piast Gliwice.

### Kayserispor
La data de 28 ianuarie 2021, a semnat un contract pe 6 luni cu clubul turc Kayserispor.

### CFR Cluj
Pe 8 iunie 2022, Muhar s-a alăturat în mod permanent campioanei României în Liga I, CFR Cluj.